# Teresa Rychlicka-Kasprzyk
Teresa Rychlicka-Kasprzyk (ur. 16 października 1950 w Skarszewach) – polska siatkarka, mistrzyni i reprezentantka Polski.

## Życiorys
W reprezentacji Polski debiutowała 26 maja 1972 w towarzyskim spotkaniu z Holandią. Wystąpiła dwukrotnie na mistrzostwach świata: w 1974 (9. miejsce) i 1978 (11. miejsce) oraz trzykrotnie na mistrzostwach Europy (1975 – 6 m., 1977– 4 m., 1979 – 8 m.). Zakończyła karierę reprezentacyjną meczem mistrzostw Europy z Czechosłowacją – 13 października 1979. Łącznie w I reprezentacji Polski wystąpiła w 184 spotkaniach, w tym 163 oficjalnych.
Była wychowanką LKS Neptun Starogard, następnie występowała w barwach Płomienia Milowice (1970–1976), w barwach którego zdobyła mistrzostwo Polski w 1974 i 1975 oraz w drużynie Czarnych Słupsk (1976–1981), zdobywając mistrzostwo Polski w 1978, wicemistrzostwo Polski w 1979 oraz brązowy medal mistrzostw Polski w 1977, 1980 i 1981. W 1982 wyjechała do Włoch, gdzie grała w zespole SIRT Palermo (1982–1984).